# Seznam vozil v Vojnah zvezd
Seznam vozil v Vojni zvezd:

## Vesoljske ladje Galaktične Republike
- Chu'unthor
- Križarka razreda Consular (Republiška Križarka)
- Corellijska Korveta (CR-90)
- Križarka razreda Dreadnaught
- Zvezdni Rušilec razreda Acclamator
- Zvezdni Rušilec razreda Venator
- Zvezdni Rušilec razreda Victory I
- Zvezdni Rušilec razreda Victory II
- Bojna križarka razreda Procurator
- Zvezdni rušilec razreda Mandator
- Križarka Bulk
- Lahka Križarka razreda Carrack

## Vesoljski lovci/bombniki Galaktične Republike
- Jedijski lovec razreda Delta-7 Aethersprite
- Napredni Jedijski lovec razreda Eta-2 Actis
- Lovec razreda Cord
- Lovec ARC 170
- Lovec razreda Z-95 Headhunter
- Lovec razreda V-19 Torrent
- Lovec razreda V-Wing

## Vesoljske ladje Separatistov
- Križarka razreda Munificent - Bančni Klan
- Geonozijski Dreadnaught
- Lahki Rušilec razreda Recusant - Trgovski Ceh
- Nadzorna ladja droidov razreda Lucrehulk - Trgovska Federacija
- Bojna ladja razreda Lucrehulk - Trgovska Federacija
- Bojna ladja razreda Lucrehulk (jedro) - Trgovska Federacija
- Križarka razreda Providence - Trgovska Federacija

## Vesoljski lovci/bombniki Separatistov
- Lovec Belbullab-22
- Droidni lovec Mk.1 razreda Vulture
- Droidni lovec Scarab
- Droidni tri-lovec
- Geonosijski lovec razreda Nantex
- Lovec razreda Fanblade
- Lovec Techno Uniona Mankvim-814

## Vesoljske ladje Galaktičnega Imperija
- Corellijska Korveta (CR-90)
- Fregata razreda Lancer
- Interdictor Križarka razreda Immobiliser
- Križarka razreda Nebulon-B
- Lahka Križarka razreda Carrack
- Težka Križarka razreda Invincible
- Zvezdni Rušilec razreda Acclamator
- Zvezdni Rušilec razreda Venator
- Zvezdni Rušilec razreda Victory I
- Zvezdni Rušilec razreda Victory II
- Zvezdni Rušilec razreda Imperial I
- Zvezdni Rušilec razreda Imperial II
- Zvezdni Rušilec razreda Tector
- Zvezdni Rušilec razreda Allegiance
- Zvezdni Rušilec razreda Procurator
- Zvezdni Rušilec razreda Praetor
- Zvezdni Rušilec razreda Mandator
- Zvezdni Rušilec razreda Executor
- Zvezdni Rušilec razreda Sovereign
- Zvezdni Rušilec razreda Eclipse

## Vesoljske postaje Galaktičnega Imperija
- Bojna postaja Razreda Death Star

## Vesoljske ladje Upornikov/Nove Republike
- Corellijska Korveta (CR-90)
- Križarka razreda Dreadnaught
- Križarka razreda Nebulon-B
- Mon Calamari Križarka Razreda MC80
- Mon Calamari Križarka Razreda MC80A
- Mon Calamari Križarka Razreda MC80B
- Mon Calamari Križarka Razreda MC90
- Mon Calamari Križarka razreda Mediator
- Mon Calamari Križarka razreda Viscount
- Mon Calamari Križarka Home One
- Mon Calamari Križarka Liberty
- Mon Calamari Križarka Reef Home
- Napadalna Fregata
- Zvezdni Rušilec Nove Republike
- Zvezdni Rušilec razreda Imperial I
- Zvezdni Rušilec razreda Imperial II
- Zvezdni Rušilec razreda Nebula
- Zvezdni Rušilec razreda Republic
- Zvezdni Rušilec razreda Victory I
- Zvezdni Rušilec razreda Victory II

## Vesoljski lovci/bombniki Upornikov/Nove Republike
- Lovec/Bobmik razreda B-Krilec
- Lovec/Bobmik razreda K-Krilec
- Lovec/Bobmik razreda Y-Krilec
- Lovec razreda A-9 Vigilance
- Lovec razreda Z-95 Headhunter
- Lovec razreda X-Krilec
- Lovec razreda E-Krilec
- Prestrznik razreda A-Krilec

## Druge vesoljske ladje
- Korveta Marauder
- Naboojeva Kraljevska Ladja
- Naboojeva Jahta
- Nubianska Križarka tipa I
- Nubianski Čolniček tipa Y
- Nubianski oborožen Transport tipa W
- Nubianski Transport Starbird
- Ssi-Ruuk Tovarna-Ladja Razreda Lwhekk
- Ssi-Ruuk Bojna Križarka Razreda Shriwirr
- Ssi-Ruuk Lahka Križarka Razreda Wurrif

## Drugi vesoljski lovci/bombniki
- Bojni Droid Razreda Swarm
- CloakShape Lovec
- Lovec Razreda CloakShape
- Lovec Razreda Nssis
- Lovec Razreda Preybird
- Lovec Razreda R-41Starchaser
- Lovec Razreda T-Krilec
- Lovec Razreda Preybird
- Naboojev Lovec N-1
- Planetarni lovec
- Prestreznik Razreda Hornet (Sršen)
- Sithovski Infiltrator
- Sithovski Lovec